# Riachão Ring
Riachão Ring – krater uderzeniowy położony w północno-wschodniej Brazylii, w stanie Maranhão. Krater ma średnicę 4,5 km, jest odsłonięty na powierzchni, lecz zerodowany.
Krater ten ma wyniesienie centralne wysokości 30 m, otaczający je pierścień ma kształt podkowy: jest niekompletny w północno-zachodniej części. Krater został utworzony przez upadek małego ciała niebieskiego, które wybiło krater w lokalnych skałach osadowych; miało to miejsce nie dawniej niż w permie. Pierwotne obrzeże krateru zostało zniszczone przez erozję, także skały przeobrażone przez impakt uległy zerodowaniu, z niewielkimi wyjątkami w części wyniesienia centralnego.